# 銳高鰭䱛
銳高鰭䱛（學名：Pareques acuminatus）為輻鰭魚綱鱸形目鱸亞目石首魚科的其中一種，分布西大西洋區，從美國北卡羅來納州至巴西里約熱內盧海域，體長可達23公分，棲息在水質清澈堅硬底質的海礁或海草床邊緣區，可做為食用魚及觀賞魚。